# Danny Florencio
Danilo Zoleta Florencio, detto Danny (Manila, 5 settembre 1947 – San Francisco, 24 febbraio 2018), è stato un cestista filippino.

## Carriera
Con le Filippine ha disputato due edizioni dei Giochi olimpici (1968, 1972).